# Werner Roßmann
Werner Roßmann (* 23. Juli 1948) ist ein ehemaliger österreichischer Politiker (ÖVP). Roßmann war Abgeordneter zum Salzburger Landtag.

## Politik
Roßmann war ab 1989 Abgeordneter zum Salzburger Landtag und wurde am 24. Oktober 2001 zum Klubvorsitzender des ÖVP Landtagsklubs gewählt, nachdem er zuvor bereits Klubobmann-Stellvertreter gewesen war. Er kandidierte bei der Landtagswahl 2004 auf Platz drei der Landesliste und Platz zwei der Bezirksliste. Im internen ÖVP-Vorzugstimmenranking hatte Roßmann das beste Wahlkreisergebnis. Er zog, wie bei Lungauer Landtagsabgeordneten normalerweise der Fall, über die Landesliste wieder in den Landtag ein und legte 2007 – nach 18 Funktionsjahren – sein Mandat zurück. Bis 2004 hatte er das Amt des Landesparteichef-Stellvertreters innegehabt. Innerparteilich hatte Rossmann zudem zwischen 1988 und 2005 das Amt des ÖVP-Bezirksobmanns im Lungau inne.